# Сирин

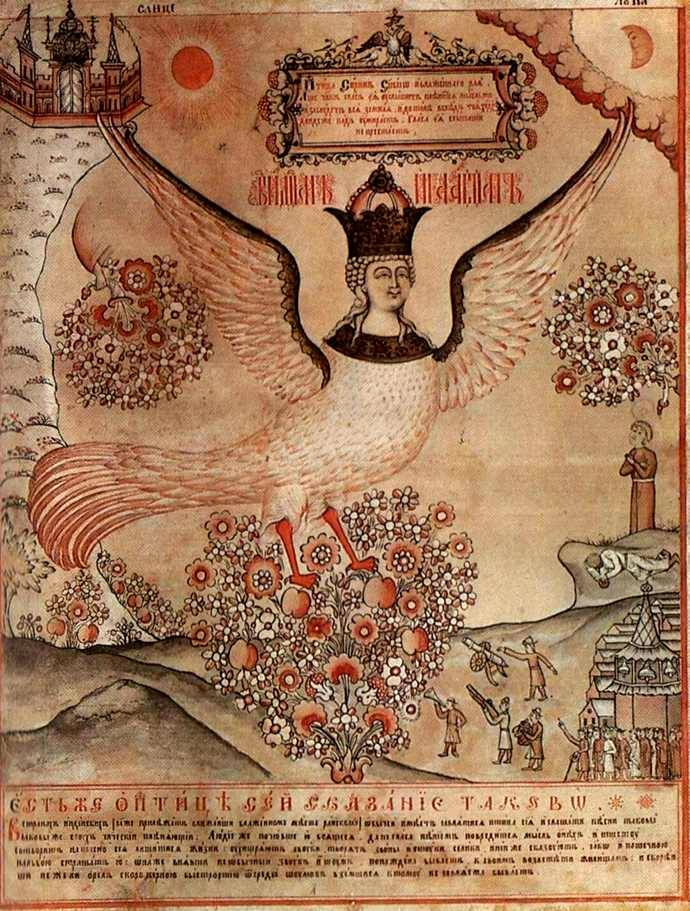
«Сирин» — російський лубок (19-е сторіччя)

Сирин (від грец. Σειρῆνες, порівняй «Сирена») — птах-діва. В російських духовних віршах вона, спускаючись з раю на землю, зачаровує людей співом, в західноєвропейських легендах — втілення нещасної душі. Можливо, походить від грецьких сирен.
У слов'янській міфології: чудова птиця, чий спів розганяє смуток і тугу; але прилітає лише до щасливих людей.

## Характеристика
Сирин — це одна з трьох найвідоміших "райських птахів" (Сирин, Алконост, Гамаюн) в православних церквах московії та України. Однак, це аж ніяк не світлі Алконост та Гамаюн. Сирин — темна птиця, темна сила, посланниця володаря підземного світу.
«Сиринъ, есть птица от главы до пояса состав и образ человечъ, от пояса же птица; нъцыи ж джут о сей, глаголюще : зело ела копъниве быти еи, яко б кому послушающу глас ея, забывати все житие её и отходити в пустыня по ней в горах заблуждышу умирати»
— давньоруський Азбуковник (ГПБ, О. XVI 1).
Іноді Сирин зустрічається в образі справжньої птиці, без будь-яких людських рис.
Ця птиця незлоблива, а швидше байдужа до людей.
Сирин в давньоруському фольклорі - велика, сильна, строката діва-птиця з великими грудьми, суворим обличчям і короною на голові
Сирин  — одна з небагатьох істот, здатних вільно переміщатися між дійсністю, Нав'ю і Прав'ю. Голос Сирина прекрасний настільки, що навіть боги, почувши його, насилу можуть відволіктися на щось інше. Саме через співи Сирина за легендою пропав молодий Купала (спів птаха завів його в навь).
Всупереч поширеній помилці Сирин не має ні найменшого відношення до нижчих (а точніше - до низьковібраційних) сутностей. Сирин - архетипний символ стихійної природи, неприборканої глибинної крові світобудови. Цей містико-романтичний образ невіддільний від метафоричного неоднозначного образу бога Велеса. У розумінні вигляду Сирина прихований один з найдавніших сакральних елементів світорозуміння наших предків - усвідомлення взаємозв'язку світлою і темної сторони кожного елемента оточуючого нас світу. Причому в даному контексті темний - зовсім не означає поганий, цей епітет набуває значення «інший», «не явні», «глибинний», можливо навіть «істинний»

## Галерея

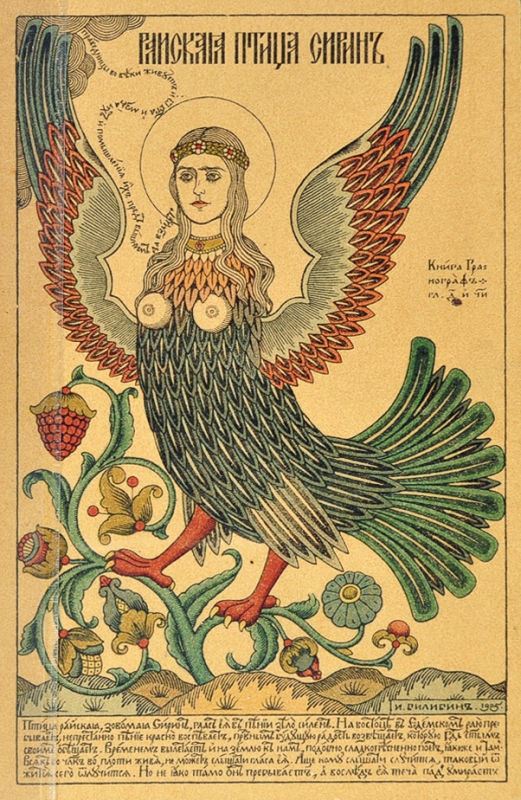
Іван Білібін (Росія) «Сирин»
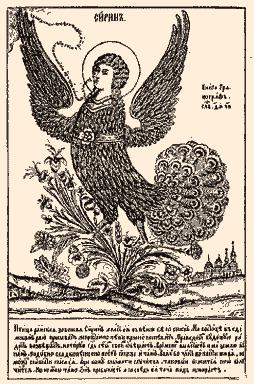
"Сирин" — поштова картка (1908 рік, Росія)
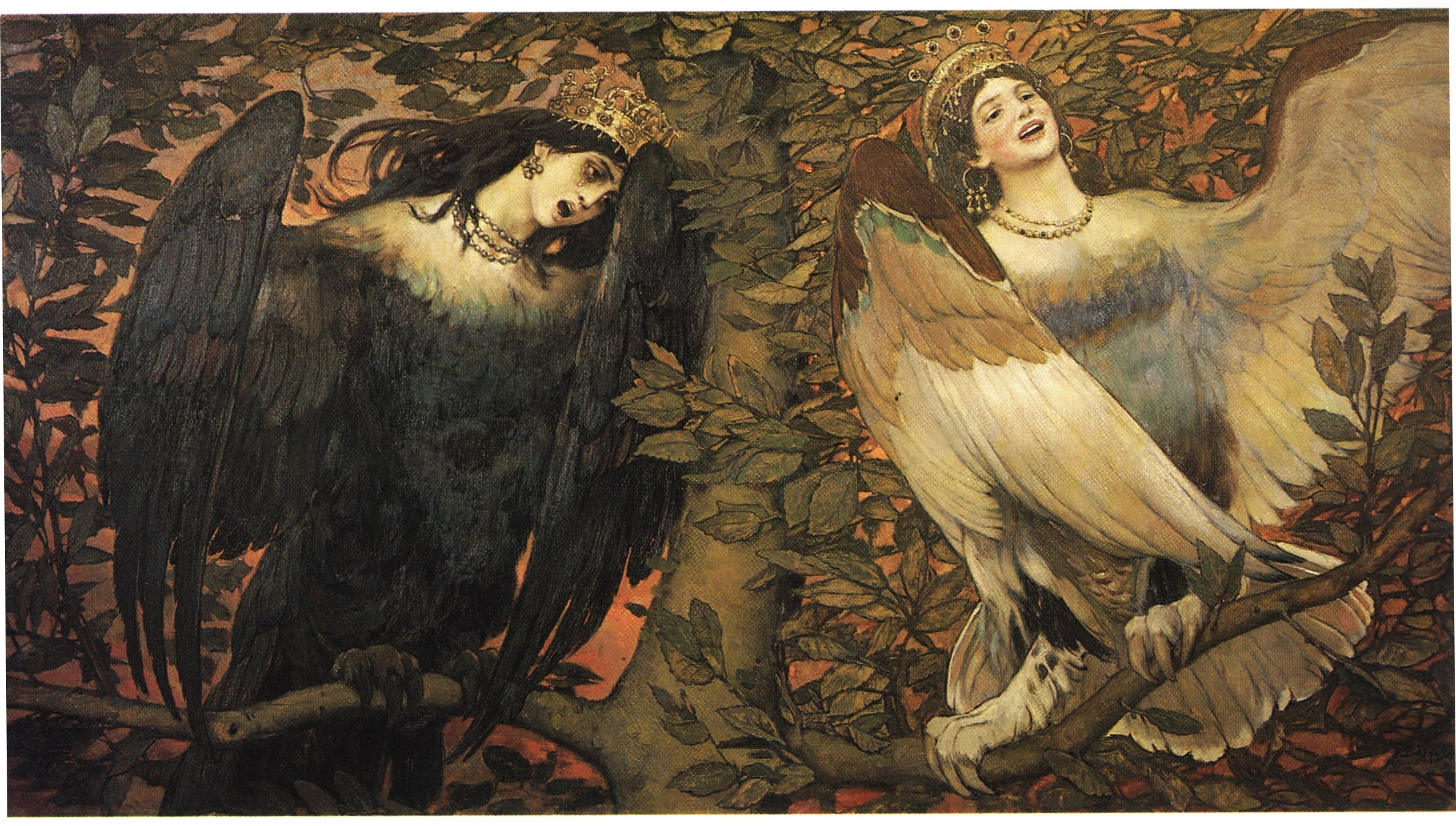
Віктор Васнецов. «Сирин і Алконост  — птахи радості та печалі»
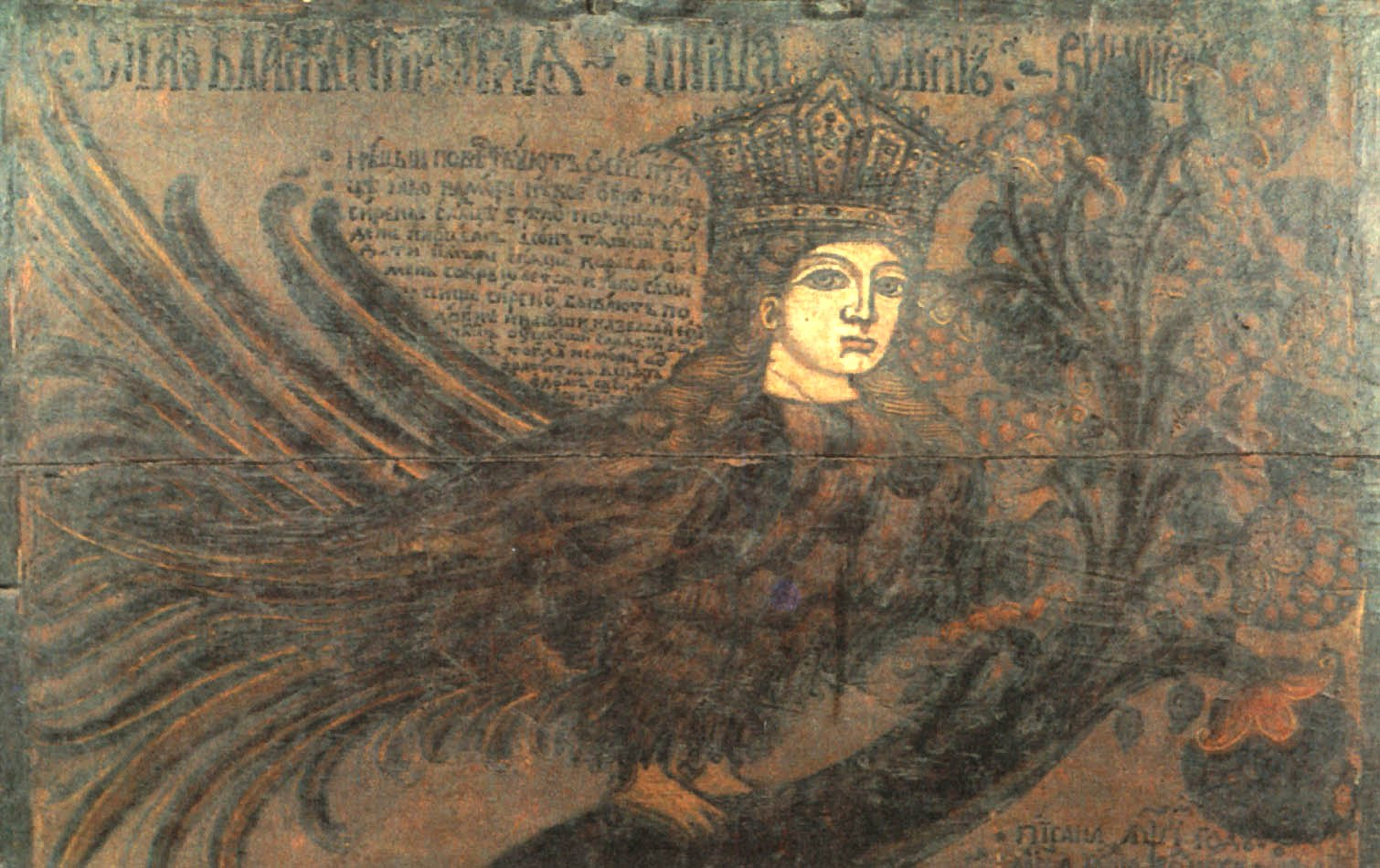
«Сірін». Збраження на скрині, 1710 р.